# Lago Mweru
Il lago Mweru (talvolta scritto Mwelu) è un lago d'acqua dolce dell'Africa centro-meridionale, e con le sue acque alimenta uno degli affluenti del fiume Congo. È situato al confine tra Zambia e Repubblica Democratica del Congo e trova come immissario il fiume Luapula e come emissario il fiume Luvua.
Mweru significa "lago" in varie lingue bantù, per tale motivo è spesso denominato semplicemente Mweru.

## Geografia fisica
Principali immissario del lago è il fiume Luapula, da sud, e il fiume Kalungwishi da est. A nord il lago fa fuoriuscire le sue acque verso il fiume Luvua che diventa affluente del Lualaba (Congo). È il secondo più grande lago del bacino idrografico del fiume Congo dopo il Lago Tanganica posto 150 km più a est.
Il fiume Luapula, prima di gettarsi nel lago, forma un ampio delta paludoso.
Le variazioni annuali del livello dell'acqua nel Mweru sono nell'ordine di 1,7 metri, con picchi stagionali nel mese di maggio (punto più alto) e nel mese di gennaio (punto più basso). La variazione non è comunque elevata; questo è in parte dovuto al fatto che eventuali inondazioni per apporti eccessivi dei suoi immissari sono rapidamente assorbite dal rilascio del fiume Luvua.
Il lago è poco profondo nel sud, mentre le massime profondità vengono toccate nelle due depressioni nel nord-est con 20 m e 27 m.

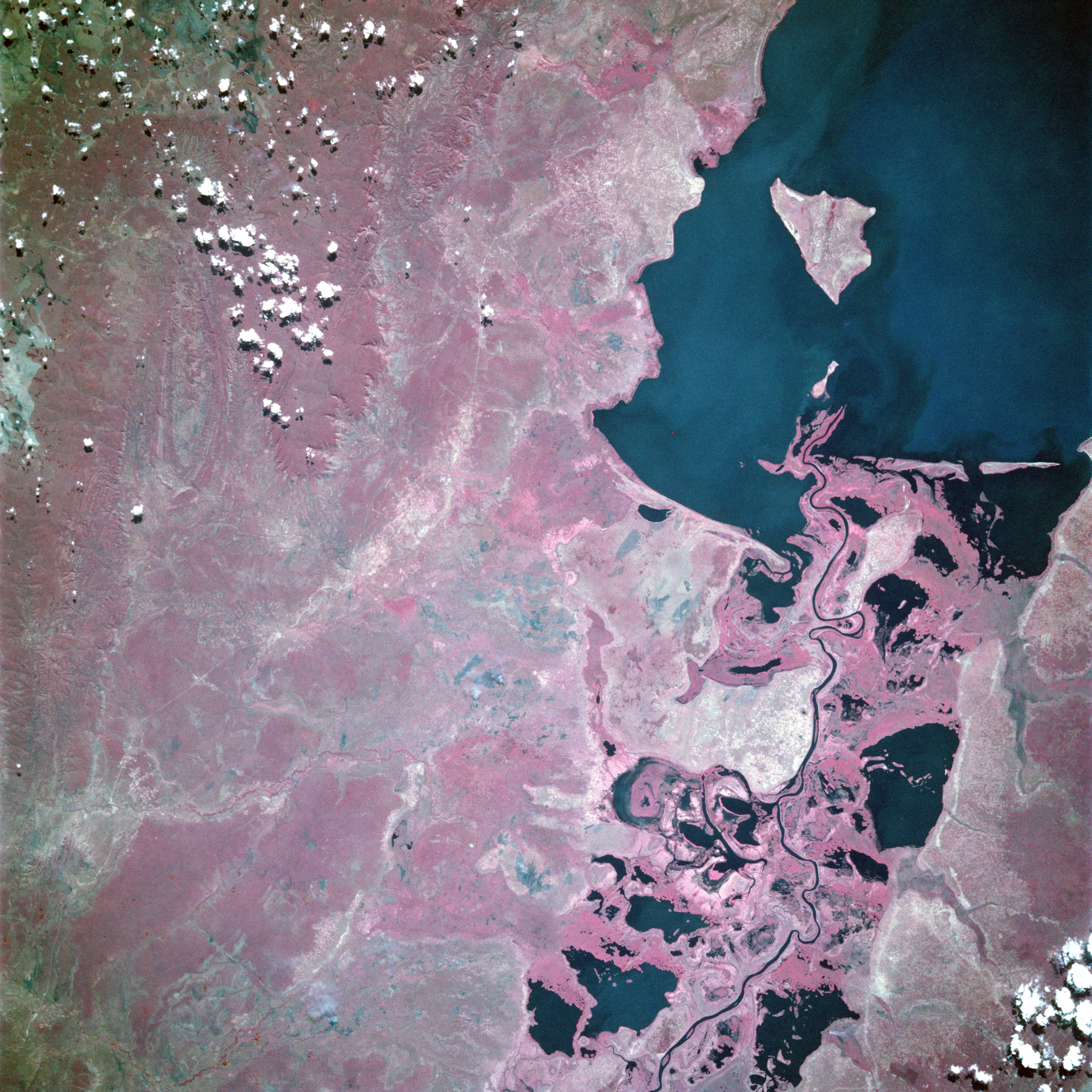
Paludi nella regione meridionale del lago Mweru originate dall'estuario del fiume Luapula.